# Rầy xanh hai chấm
Rầy xanh hai chấm (tên khoa học Amrasca biguttula) thuộc họ Bọ nhảy (Jassidea), bộ Cánh đều (Homoptera).
Rầy xanh là côn trùng biến hóa không hoàn toàn, có 3 pha phát triển: trứng, rầy non, rầy trưởng thành. Trong điều kiện nhiệt độ 27-280C, rầy xanh có vòng đời 45-50 ngày, trong đó, Trứng(4-11 ngày), rầy non (10-15 ngày), trưởng thành (30-40 ngày)

## Tác hại với cây trồng
Rầy xanh là một trong những loài sâu chích hút nguy hiểm nhất cho cây bông và là nhân tố quan trọng làm giảm năng xuất. Ở nước ta rầy xanh xuất hiện ở trên nhiều đối tượng cây trồng với hơn 66 loại cây thuộc 29 họ thực vật khác nhau như: đậu bắp, cà, ớt, dâm bụt, khoai tây, mướp tây, đậu, thuốc lá, khoai lang, lạc…Ở bông, rầy xanh phát sinh gây hại mạnh ở những chân bông thiếu nước hoặc khô hạn. Điều kiện nhiệt độ 27-280C, ẩm độ không khí 80-85% thì thuận lợi cho rầy xanh sinh trưởng và gây hại nặng.
Trứng nhỏ có hình cong và đẻ dưới mô biểu bì của thân cây, cuống lá và gân lá. Sau khi nở ấu trùng có màu xanh và nhạt dài 0,5–2 mm, có hình như con ếch. Rầy xanh di chuyển bằng cánh bò ngang như cua, vào ban ngày nằm dưới mặt lá, nhưng ban đêm di chuyển lên trên mặt lá. Con trưởng thành lớn hơn ấu trùng, giữ nguyên màu xanh, có cánh trong, có đặc tính nhảy và bay. 
Rầy xanh gây hại trong suốt quá trình sinh trưởng và phát triển của cây bông từ khi cây có lá sò đến khi thu hoạch. Cả rầy non và rầy trưởng thành đều hút dịch cây. Mức độ gây hại của nó tùy thuộc vào giai đoạn sinh trưởng của cây bông. Qua kết quả nghiên cứu nhiều năm của Viện Nghiên cứu bông và Phát triển nông nghiệp Nha Hố cho thấy mật độ rầy tăng cao nhất ở giai đoạn cây bông khoảng 70-90 ngày tuổi. Ở vụ vụ mưa rầy phát sinh mạnh và phá hại nặng trên bông. Cuối vụ bông rầy chuyển sang sống trên cỏ dại gần nơi có nguồn nước. Rầy xuất hiện trên ruộng bông rất rớm và có mật độ tăng dần đến cuối vụ bông. Mạt độ của rầy phụ thuộc vào mùa vụ và độ kháng của giống
Cây bông ở giai đoạn còn nhỏ (có 2 lá sò đến 3,4 lá thật) bị rầy xanh hại mép lá màu vàng. Trên lá bông non bị hại có chấm đen nhỏ li ti, gây hại nặng làm cho lá non héo trông như bị luộc, mép lá co lại, lá bị khô đen làm ảnh hưởng đến sinh trưởng cây bông. Khi cây bông đã lớn, rầy xanh gây hại làm cho mép lá mới bắt đầu bị biến vàng và cong lại. Khi bị hại nặng thì toàn lá có màu đỏ huyết dụ, với nhiều lá bị khô cháy gọi là hiện tượng "cháy rầy", lá trở nên khô giòn và rụng, cây không có khả năng quang hợp và khó phục hồi. Do vậy, tất cả các tổ hợp lai đều nhiễm rầy tùy theo mức độ nặng nhẹ khác nhau.